# Josh Woods
Joshua Woods es un luchador profesional estadounidense quien actualmente trabaja para Ring of Honor (ROH) bajo el nombre de Josh Woods. Anteriormente, firmó con la WWE, donde luchó en su territorio de desarrollo NXT. 

## Carrera

### WWE (2014-2016)
Woods firmó un contrato con la WWE a finales de 2014 y comenzó a entrenar en el WWE Performance Center. Su primer combate con NXT fue el 25 de abril, donde compitió en una batalla real. El 30 de julio y el 26 de septiembre, compitió en dos battle royals más para determinar el contendiente número uno al Campeonato de NXT, que fueron ganados por Tyler Breeze y Baron Corbin, respectivamente. Su primera victoria fue en Venice, Florida, durante un house show el 30 de enero de 2016 contra Gzim Selmani. El 9 de junio, compitió contra No Way Jose donde fue derrotado. Su último combate en NXT fue en un house show el 23 de julio, donde perdió ante Mojo Rawley. WWE lo liberó días después.

### Ring of Honor (2016-presente)
El debut de Woods en Ring of Honor fue en un dark match el 22 de octubre de 2016 en una lucha por equipos junto a Brandon Groom y Kennedy Kendrick, derrotando a Chuckles, Joey Osbourne y Victor Andrews. Entró en el Torneo Top Prospect de ROH 2017, derrotando a Chris LeRusso, Brian Milonas y John Skyler para ganar el torneo. Formó un equipo con Silas Young llamado Two Guys & One Tag. El 26 de marzo de 2021 en ROH 19th Anniversary Show, Young se enfrentó a Woods dividiendo el equipo.

### Circuito independiente (2017-presente)
El 14 de julio de 2017, ingresó al torneo MCW Shane Shamrock Memorial XVII, donde luchó contra Anthony Henry en un empate por límite de tiempo.

## Campeonatos y logros
- Ring of Honor
  - ROH Pure Championship (1 vez)
  - Top Prospect Tournament (2017)